# Dorfkirche Grube (Bad Wilsnack)

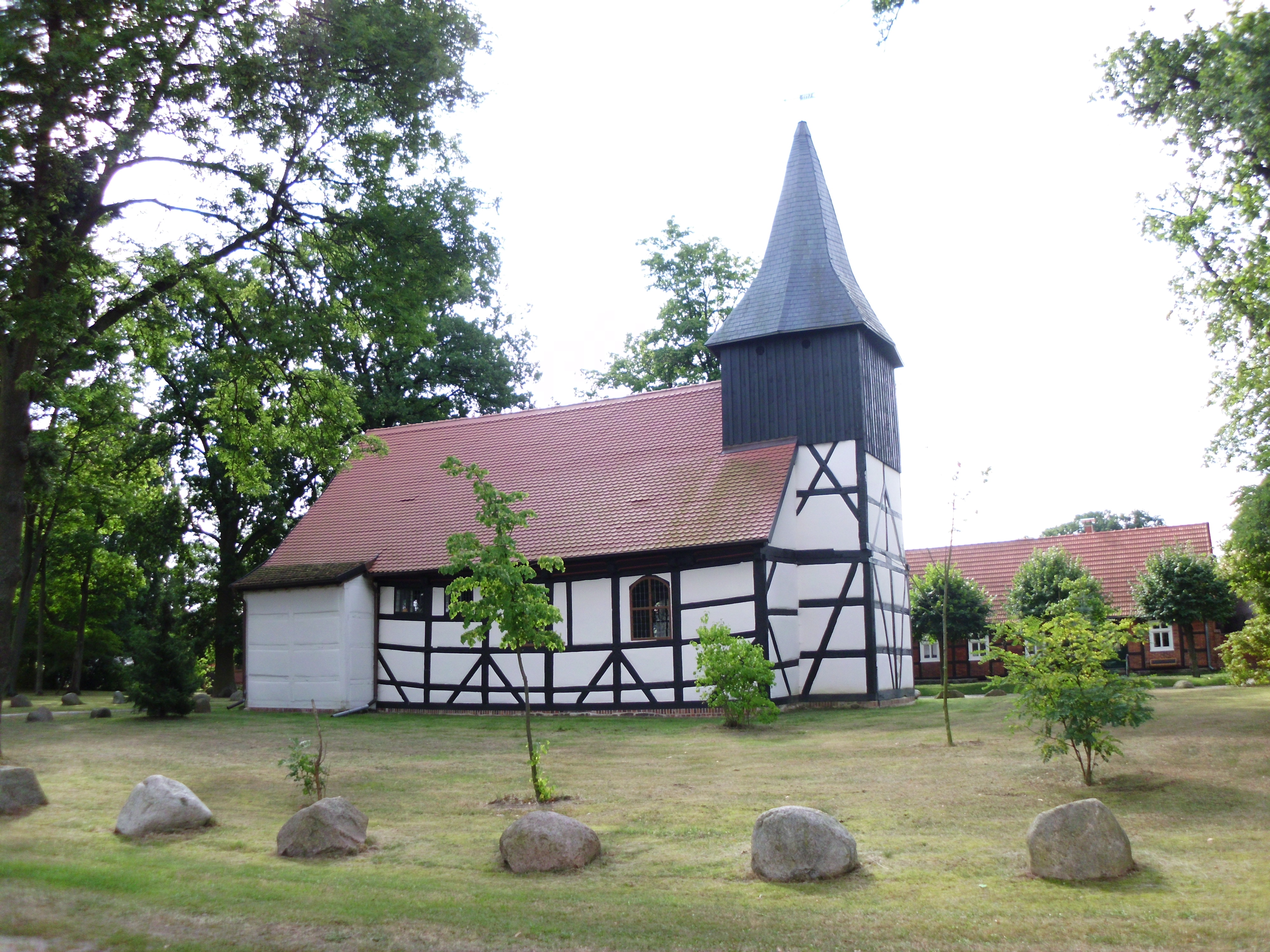
Dorfkirche Grube

Die evangelische, denkmalgeschützte Dorfkirche Grube steht in Grube, einem Ortsteil der Stadt Bad Wilsnack im Landkreis Prignitz in Brandenburg. Die Kirche gehört zum Pfarrsprengel Bad Wilsnack im Kirchenkreis Prignitz der Evangelischen Kirche Berlin-Brandenburg-schlesische Oberlausitz.

## Beschreibung
Die Fachwerkkirche wurde 1577 erbaut. Sie besteht aus einem Langhaus und einem gleich breiten, gerade geschlossenen Chor im Osten unter einem gemeinsamen Satteldach, an dem nach Norden unter einem Schleppdach die Sakristei angebaut ist, und einem halb eingezogenem, quadratischem Kirchturm im Westen, bei dem die Gefache der beiden unteren Geschosse verputzt sind und das obere mit Holzbrettern verkleidet ist. Bedeckt ist der Kirchturm mit einem schiefergedeckten, achtseitigen Knickhelm. 
Der Innenraum ist mit einer Holzbalkendecke überspannt, die in der Mitte auf einer Stütze ruht. Zur Kirchenausstattung gehören ein spätgotischer Flügelaltar, dessen Flügelaußenseiten bemalt sind, und eine barocke Kanzel mit einem Schalldeckel. Die Orgel mit drei Registern hat nur ein Manual, weil das angehängte Pedal entfernt wurde.